# Luminița Talpoș
Luminița Moangă-Talpoș (n. 9 octombrie 1972, Craiova, România) este o fostă atletă de origine română, alergătoare de lungă distanță, în special maraton.

## Biografie
Craioveanca a cucerit locul doi la Maratoanele de la Marrakech din 1996 și 1997. În 2003 a fost a 6-a la Osaka și a 18-a la Mondialele de la Paris. La Campionatul Mondial de Semimaraton din 2003 a obținut medalia de bronz cu echipa României (Luminița Talpoș, Constantina Tomescu, Nuța Olaru, Mihaela Botezan, Iulia Olteanu). La ediția din 2004 româncele au luat argintul și în 2005, la Edmonton, au cucerit medalia de aur.
În anii 2007 și 2008 Luminița Talpoș a fost învingatoarea maratoanelor de la Viena. În anul 2008 a participat și la Jocurile Olimpice de la Beijing unde s-a clasat pe locul 18. La Maratonul de la Tokio din 2009 s-a clasat pe locul opt și la Maratonul de la Viena din 2010 a ocupat locul patru.
Cea mai bună performanță a avut-o la cursa de maraton de la Viena 2008, cu timpul de 2:26:43.
În 1977 a primit titlul de Maestră  a Sportului. În 2004 ea a fost decorată cu Medalia „Meritul Sportiv” clasa I.

## Realizări
| An   | Competiție                               | Locație                      | Loc | Eveniment    | Note     |
| ---- | ---------------------------------------- | ---------------------------- | --- | ------------ | -------- |
| 1996 | Marrakesh Marathon                       | Marrakech, Maroc             | 2   | maraton      | 2:37:06  |
| 1996 | Puteaux Marathon                         | Puteaux, Franța              | 3   | maraton      | 2:33:52  |
| 1997 | Marrakesh Marathon                       | Marrakech, Maroc             | 2   | maraton      | 2:31:13  |
| 1999 | Campionatul Mondial de Cros              | Belfast, Regatul Unit        | 35  | cursă lungă  | 29:49    |
| 1999 | Campionatul Mondial de Cros              | Belfast, Regatul Unit        | 5   | echipe       | 29:49    |
| 1999 | Campionatul Mondial de Cros              | Belfast, Regatul Unit        | 83  | cursă scurtă | 17:39    |
| 1999 | Campionatul Mondial de Cros              | Belfast, Regatul Unit        | 5   | echipe       | 17:39    |
| 1999 | Campionatul Mondial de Semimaraton       | Palermo, Italia              | 8   | semimaraton  | 1:10:33  |
| 1999 | Campionatul Mondial de Semimaraton       | Palermo, Italia              | 4   | echipe       | 1:10:33  |
| 2000 | Osaka International Ladies Marathon      | Osaka, Japonia               | –   | maraton      | NT       |
| 2002 | Osaka International Ladies Marathon      | Osaka, Japonia               | –   | maraton      | NT       |
| 2002 | Campionatul Mondial de Semimaraton       | Bruxelles, Belgia            | 15  | semimaraton  | 1:10:08  |
| 2002 | Campionatul Mondial de Semimaraton       | Bruxelles, Belgia            | 4   | echipe       | 1:10:08  |
| 2002 | Campionatul European                     | München, Germania            | 16  | 10 000 m     | 32:30,48 |
| 2003 | Osaka International Ladies Marathon      | Osaka, Japonia               | 6   | maraton      | 2:27:32  |
| 2003 | Campionatul Mondial de Semimaraton       | Vilamoura, Portugalia        | 15  | semimaraton  | 1:12:02  |
| 2003 | Campionatul Mondial de Semimaraton       | Vilamoura, Portugalia        | 3   | echipe       | 1:12:02  |
| 2003 | Campionatul Mondial                      | Paris, Franța                | 18  | maraton      | 2:30:49  |
| 2004 | Osaka International Ladies Marathon      | Osaka, Japonia               | 12  | maraton      | 2:35:59  |
| 2004 | Campionatul Mondial de Semimaraton       | New Delhi, India             | 18  | semimaraton  | 1:14:25  |
| 2004 | Campionatul Mondial de Semimaraton       | New Delhi, India             | 2   | echipe       | 1:14:25  |
| 2005 | Campionatul Mondial de Semimaraton       | Edmonton, Canada             | 27  | semimaraton  | 1:14:01  |
| 2005 | Campionatul Mondial de Semimaraton       | Edmonton, Canada             | 1   | echipe       | 1:14:01  |
| 2005 | Los Angeles Marathon                     | Los Angeles, Statele Unite   | 12  | maraton      | 2:46:22  |
| 2006 | Dubai Standard Tiberias Marathon         | Dubai, Emiratele Arabe Unite | 4   | maraton      | 3:00:55  |
| 2006 | Campionatul Mondial de alergări pe șosea | Debrețin, Ungaria            | 16  | 20 km        | 1:07:11  |
| 2006 | Campionatul Mondial de alergări pe șosea | Debrețin, Ungaria            | 4   | echipe       | 1:07:11  |
| 2007 | Vienna Marathon                          | Viena, Austria               | 1   | maraton      | 2:32:21  |
| 2007 | Campionatul Mondial                      | Osaka, Japonia               | –   | maraton      | NT       |
| 2007 | Campionatul Mondial de alergări pe șosea | Udine, Italia                | 4   | semimaraton  | 1:09:01  |
| 2007 | Campionatul Mondial de alergări pe șosea | Udine, Italia                | 4   | echipe       | 1:09:01  |
| 2008 | Vienna Marathon                          | Viena, Austria               | 1   | maraton      | 2:26:43  |
| 2008 | Jocurile Olimpice                        | Beijing, China               | 18  | maraton      | 2:31:41  |
| 2008 | Campionatul Mondial de Semimaraton       | Rio de Janeiro, Brazilia     | 9   | semimaraton  | 1:11:16  |
| 2009 | Tokyo Marathon                           | Tokio, Japonia               | 8   | maraton      | 2:32:22  |
| 2009 | Campionatul Mondial                      | Berlin, Germania             | –   | maraton      | NS       |
| 2010 | Vienna City Marathon                     | Viena, Austria               | 4   | maraton      | 2:33:37  |

1. ↑  Luminița Talpoș a fost a cincea cea mai bună româncă, doar primele trei au primit o medalie.

## Recorduri personale
| Distanță    | Timp     | Dată              | Locație  |
| ----------- | -------- | ----------------- | -------- |
| 5000 m      | 15:30,40 | 15 octombrie 2000 | Kobe     |
| 10 000 m    | 32:30,48 | 6 august 2002     | München  |
| 10 km       | 32:27    | 24 februarie 2008 | San Juan |
| Semimaraton | 1:09:01  | 14 octombrie 2007 | Udine    |
| Maraton     | 2:26:43  | 27 aprilie 2008   | Viena    |